# ウズベキスタンの首相
ウズベキスタンの首相（うずべきすたんのしゅしょう）では、ウズベク・ソビエト社会主義共和国（1924年 - 1991年）の人民委員会議議長及び閣僚会議議長と、ウズベキスタン独立後の首相について記す。

## ウズベク・ソビエト社会主義共和国

### 人民委員会議議長
- ファイズッラ・ホジャエフ（1925年2月17日 - 1937年6月17日）
- アブドゥッラー・カリモフ（1937年7月26日 - 1937年10月1日）
- スルタン・セギズバエフ（1937年10月2日 - 1938年7月）
- アブドゥジャバル・アブドゥラフマノフ（1938年7月23日 - 1946年3月15日）

### 閣僚会議議長
- アブドゥジャバル・アブドゥラフマノフ（1946年3月15日 - 1950年8月21日）
- アブドゥラザク・マフリャノフ（1950年8月21日 - 1951年3月18日）
- ヌリトディン・ムヒトディノフ（1951年3月18日 - 1953年4月7日）
- ウスマン・ユスポフ（1953年4月7日 - 1954年12月18日）
- ヌリトディン・ムヒトディノフ（1954年12月18日 - 1955年12月22日）
- サビル・カマロフ（1955年12月22日 - 1957年12月30日）
- マンスル・ミルザフメドフ（1957年12月30日 - 1959年3月16日）
- アリフ・アリモフ（1959年3月16日 - 1961年9月27日）
- ラフマンクル・クルバノフ（1961年9月27日 - 1971年2月25日）
- ナルマハンマディ・フダイベルディエフ（1971年2月25日 - 1984年12月3日）
- ガイラト・カディロフ（1984年12月3日 - 1989年10月21日）
- ミラフマト・ミルカシモフ（1989年10月21日 - 1990年3月24日）
- シュクルッラ・ミルサイドフ（1990年3月24日 - 1990年11月1日）

## ウズベキスタン共和国
1991年にウズベキスタンがソビエト連邦から独立すると、大統領を補佐する役職として副大統領が置かれたが、1992年1月8日に副大統領の役職が廃止され、代わって首相職が新設された。その後の歴代首相の一覧は以下の通り。
      ウズベキスタン人民民主党
      自己献身・国民民主党 / ウズベキスタン国民復興民主党
| 代 | 肖像 | 氏名 (生没年)                                                     | 在任期間       | 在任期間       | 所属政党 |
| -- | ---- | ----------------------------------------------------------------- | -------------- | -------------- | --- |
| 1  |      | アブドゥルハシム・ムタロフ Abdulxashim Mutalovich Mutalov (1947–) | 1992年1月8日   | 1995年12月21日 | ウズベキスタン人民民主党                                                                                           |
| 2  |      | ウトキル・スルタノフ Oʻtkir Toʻxtamurodovich Sultonov (1939–2015) | 1995年12月21日 | 2003年12月12日 | ウズベキスタン人民民主党                                                                                           |
| 3  |      | シャフカト・ミルジヨエフ Shavkat Miromonovich Mirziyoyev (1957–)  | 2003年12月12日 | 2016年12月14日 | 自己献身・国民民主党 (2003–2008) ↓ ウズベキスタン国民復興民主党 (2008–2016) ↓ ウズベキスタン自由民主党 (2016–現在) |
| 4  |      | アブドゥラ・アリポフ Abdulla Nigmatovich Aripov (1961–)           | 2016年12月14日 | （現職）       | ウズベキスタン自由民主党                                                                                           |